# Quentin Durward (film, 1912)
Pour les articles homonymes, voir Quentin Durward (homonymie).
Quentin Durward est un film muet français de court métrage réalisé par Adrien Caillard, sorti en 1912.
Le film est une adaptation du roman Quentin Durward de Walter Scott, édité par Archibald Constable à Édimbourg le 17 mai 1823.

## Fiche technique
- Titre : Quentin Durward
- Réalisation : Adrien Caillard
- Scénario : Louis Nauzin d'après le roman de Walter Scott
- Société de production : Société cinématographique des auteurs et gens de lettres (SCAGL)
- Société de distribution : Pathé Frères
- Pays : France
- Format : Muet - Noir et blanc - 1,33:1 - 35 mm
- Genre : Comédie historique
- Durée : inconnue
- Date de sortie : 
  -  France - 29 mars 1912

## Distribution
- René Alexandre : Quentin Durward, un mercenaire écossais valeureux et sémillant
- Marie Ventura : Isabelle de Croye, une jeune comtesse bourguignonne qui fuit la cour de Charles le Téméraire et le mari que celui-ci veut lui imposer
- Claude Garry : Louis XI, le roi de France
- Henri Étiévant : le comte Guillaume de La Marck dit "Le Sanglier des Ardennes", l'homme qu'aurait dû épouser Isabelle
- Eugénie Nau